# Museum De Bommelzolder
Museum De Bommelzolder is een museum over het werk van Marten Toonder, in het Zuid-Hollandse Zoeterwoude-Dorp opgericht in 1998. De nadruk ligt op de Tom Poes-stripreeks, de zogenoemde Bommelsaga. De collectie omvat zowel uitgaven en documentatie als parafernalia. Het museum is op afspraak geopend voor bezoek.

## Ontstaan en oprichting
Het museum begon als particuliere liefhebberij van de eigenaar van de collectie Pim Oosterheert. Als lid van de MTVC (Marten Toonder Verzamelaarsclub) bracht hij zijn collectie onder de aandacht van liefhebbers. Al snel groeide het voornemen om de presentatie als museum neer te zetten, hiertoe mede gestimuleerd door een positieve reactie van Marten Toonder. De officiële opening van de Bommelzolder vond plaats op 16 juni 1998 door Toonders zoon Eiso.

## Doelstellingen
Het presenteren van de collectie uitgaven, documenten en parafernalia voor het publiek is een van de doelstellingen van het museum. Andere zijn volgens de statuten van 'Stichting Museum De Bommelzolder': Het onder de aandacht brengen van en belangstelling wekken voor het culturele erfgoed dat de schrijver/tekenaar Marten Toonder ons heeft nagelaten, en: Onderzoek doen of laten doen naar het werk van Marten Toonder. Het museum organiseert daarom ook lezingen en interviews en initieert of ondersteunt onderzoekspublicaties over Toonders werk, zoals het 'Bommellexicon'.

## Verhuizing naar Groenlo
In 2020 werd bekend dat ondernemer Edwin Bomers, eigenaar van  recreatiepark Marveld in Groenlo, daar het themapark 'Bommelwereld' wil realiseren.  De collectie-Oosterheert zal daar, als museaal onderdeel van het themapark, een plaats krijgen in een replica van slot Bommelstein. De Bommelzolder wordt opgeheven.

## Publicaties
- Pim Oosterheert, De breinbaas van Bommelstein – Over de wereld van Marten Toonder, SDU uitgevers, 2001, ISBN 9789012092920
- Pim Oosterheert, Een Bommelding – over het werk van Marten Toonder (inleiding voor scholieren), St. Mus. De Bommelzolder, 2008, ISBN 9789079461011
- Heruitgave (jubileumeditie) van de Bommelstrip "De gebroeders Weeromstuit", St. Mus. De Bommelzolder, 2018, ISBN 9789079461028